# 뇌섬엽
뇌섬엽(腦섬葉, insular lobe 또는 insula) 또는 대뇌섬 또는 도엽(島葉) 또는 섬엽 또는 도피질(島皮質, insular cortex) 또는 섬피질은 대뇌 반구에서 가쪽 고랑 깊은 곳에 묻혀 있는 대뇌 겉질의 부분이다. 개체발생학적으로는 대뇌가 발생 및 발달 형성시 대뇌의 표면을 이루지만, 점차로 이마엽, 관자엽, 마루엽이 빠르게 자라서 이곳을 덮는다.

## 대뇌섬
| |
| (예시) parietal lobe(두정엽),frontal lobe(전두엽),occipital lobe(후두엽), temporal lobe(측두엽) 및 대뇌섬(insular lobe) 부위들- Circular sulcus of insula (섬둘레고랑 또는 도윤상구), short gyri insular (짧은 섬 이랑),long gyrus of insula(긴 섬 이랑) |

## 같이 보기
- 간뇌
- 변연계